# 피아노 소나타 24번 (베토벤)
피아노 소나타 24번 올림바장조, Op. 78은 루트비히 판 베토벤에 의해 쓰인 피아노 소나타로, "테레제를 위하여"라는 별칭을 갖고 있다.

## 개요
루돌프 대공의 목록에 따르면, 이 작품의 사보가 루돌프 대공에게 배달된 것은 1809년 10월이었다고 한다. 그 해  왕성한 창작 활동을 계속하고 있던 베토벤이었지만, 피아노 소나타 분야에서는 이전 작품 《열정》 이래 벌써 4년이 경과하고 있었다. 때마침 일어난 나폴레옹군의 침공은 루돌프 대공이 빈을 떠나는 사태를 초래하고, 이 사건에 얽히어 작곡된 《고별》을 통해 베토벤은 피아노 소나타 장르로 되돌아오게 되는데, 그러던 중 같은 시기에 쓰인, 보다 규모가 작은 이 작품이 먼저 완성되어 세상에 모습을 드러내게 되었다.
악보의 초판은 1810년 9월에 브라이트코프 운트 헤르텔 사를 통해 간행되었다. 헌정은 테레제 브룬스비크 여백작에게 이루어지고 있는데, 그런 이유로 이 작품은 "테레제를 위하여"라는 별칭이 붙여졌다. 브룬스비크 가문과 친밀한 관계에 있었던 베토벤은, 피아노 제자이기도 한 테레제에게서 받은 그녀의 초상화를 평생 소중히 간직했다고 한다. 참고로, 그녀는 "엘리제를 위하여"의 "엘리제"의 정체로 유력시 되는 테레제 말파티와는 다른 사람이다. 안톤 쉰들러에 따르면, 작곡자는 이 작품에 강한 애착을 갖고 있었다고 한다.

## 배경

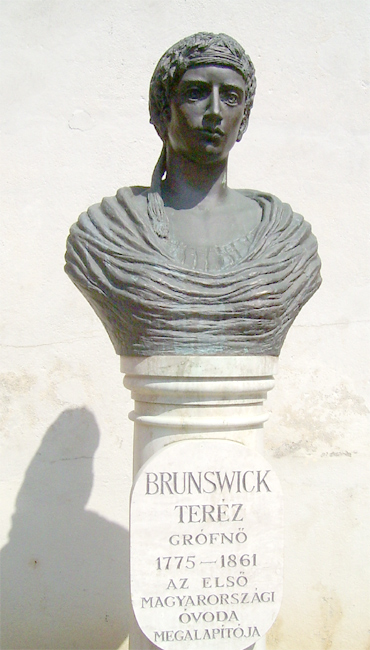
테레제 브룬스비크의 흉상

이 소나타는 바로 이전 장르 일련 번호를 가진 소나타인 《23번 바단조 "열정"》과 밀접한 관련이 있다. 둘 다 전체로서만 해석될 수 있는 내용과 관련되어 있고, 표현력이 풍부하며, 공식적으로 매우 다른 쌍을 형성한다. 내면의 연결은 두 작품의 헌정에 의해 외부적으로 표현된다. 이 소나타가 테레제 폰 브룬스비크에게 헌정된 반면, 《열정》은 테레제의 형제(남동생) 프란츠 폰 브룬스비크에게 헌정되었다. 《열정》이 격렬한 반란의 몸짓으로 결정된다면, 《테레제를 위하여》는 더 밝고 아무 문제가 없는 듯이 보인다. 오늘날 불리고 있는 《열정》이라는 부제는 베토벤이 직접 붙인게 아니고, 함부르크 출판사 크란츠가 베토벤의 사망 이후에 피아노 연탄용의 편곡판을 출판하면서 붙인 것이라 할 지라도, 이 추가된 부제는 《열정》의 이해를 위한 열쇠로 사용될 수 있다. 어둡고 격렬한 연주가 특징인 《열정》은 중간에 놓인 천상의 안단테 콘 모토가 내림라장조(이명 동음의 올림바장조 딸림음 조성)로 끝난다. 베토벤은 일반적으로 심각한 "운명"의 타격을 무시하여 포기하지 않는 반면, 《열정》은 어둠에서 구원의 빛으로 가는 길을 찾지 못한다. 오히려 마지막 스트레타의 섬망에서처럼, 음악은 절망의 표현인 어두운 심연 속으로 비틀거리게 된다. 한스 요아킴 힌릭센에 의하면, 마지막은 청취자에게 "불행한 몰락"이라는 개념을 전달한다." 대조적으로, 《테레제를 위하여》는 친밀한 톤으로, 가볍고 쾌활하며 장난기 가득한 그림을 그린다. 작품은 짧지만, 차갑지는 않다. 오히려 연약하고, 수다스럽고, 넘쳐나는 것이다.
《열정》과 《테레제를 위하여》는 하나의 공통된 구성 특징을 가지고 있다. 이들은 고전적인 주요 소나타 형식의 주요 주제와 측면 주제 사이의 특징적 대조가 결여되어 있다. 제2주제의 각 위치를 식별 할 수 있는 것은 사실이지만, 이전의 《열정》에서는 주요 주제에 주요 변주가 차지하고 있으므로, 모순이 이미 하나의 동일한 기본 주제에 포함되어 있음을 어느 정도 표현한다. 이후의 소나타는 눈에 띄지 않는 주제를 통해 모순에 대한 기회를 무색하게 하여 청취자의 주의를 끌고, 소위 "최종 그룹"에 새로운 무언가가 나타나도록 한다. 첫 번째의 경우에는 주요 주제 자체에서 모순이 발견될 수 있으며, 두 번째의 경우에는 (매우 간결한) 전개부 부분에서 주요 주제를 사소한 변주로 변환하여 보완한다. 듣는 사람이 인간 캐릭터의 내적 분열과 갈등에 대해 생각하도록 장려해야 한다는 점에서 형식주의적인 아이디어 이상의 것이 있을 것이다. 이는 물론 특별히 설계된 음악 형식의 의미와 중요성에 대한 질문을 제기한다. 그러나 더 이상의 징후가 없다면 음악 자료에서 음악적이지 않은 의미를 찾는 것은 혼란스럽지만, 이 맥락에서 언급된 구성적 특성에 대해 "자전적 지향"이라는 의견이 음악학 문헌에서 확립되었다.
내면의 투쟁의 시기에 쓰인 바로 이전의 《열정》은, 모든 망설임에도 불구하고 테레제 브룬스비크보다 네 살 어린 여동생 요제피네 브룬스비크와의 연락이 되지 않은 것에 대한 실망감과 관련이 있다. 그녀는 베토벤과 처음 만난지 몇 주 후에 부유한 노인 백작 요제프 폰 다임 백작과 결혼했으나, 이전처럼 베토벤과 여전히 접촉했다. 1804년에 그녀는 남편의 죽음으로 미망인이 되었고, 여전히 베토벤과 접촉했다. 다임이 죽은 후에 베토벤이 요제피네에게 보내는 편지에는, 분명하게 그의 진심을 전하는 말이 있다. 동시에 그는 요제피네에 대한 그의 사랑이 대중에게 알려지지 않도록, 가능한 모든 것을 했다. 그러나 그는 요제피네가 가족의 사회적 지위를 고려하여 자신의 결혼 희망에 저항한 것에 대해 매우 실망했다(그러나 양측의 애정은 변하지 않았다). 그가 《열정》을 모든 것을 알고있는 형제에게 바쳤다는 사실은, 빈의 대중으로부터의 입소문에 대한 예방책으로 간주되어야 한다. 마리-엘리자베스 텔렌바흐는 요제피네 브룬스비크가 "베토벤의 삶에서 중심적인 여성 인물"로서 주인의 작품에서 맡은 역할을 자세히 조사한다.

## 구조
작품은 전 2악장으로 이루어져 있으며, 총 연주 소요 시간은 10분 정도이다.

### 제1악장. 아다지오 칸타빌레 - 알레그로, 마 논 트로포
"2/4 박자 - 4/4 박자", 올림바장조, 소나타 형식.
하이든의 작품 등에 전례가 있다고는 해도, 고전주의 음악으로서는 대단히 진귀한 조성이 선택되고 있다. 악장은 네 마디의 우아하고 아름다운 도입으로 시작된다. 이 서주는 악장 중에 나타나는 요소를 예언하는 것이지만, 다시 나타나지는 않는다.
악보 1:
이어 알레그로 마 논 트로포의 주부가 되며, 다음의 첫 번째 주제가 제시된다.
악보 2:
16분음표에 의한 경과구를 거쳐 제2주제가 올림다장조로 나온다(악보 3). 두 번째 주제는 오른손으로 시작되는 16분음표의 흐름에 이어지고, 그 음형이 왼손에 인도되어 결미구를 형성한다.
악보 3:
제시부를 반복한 후, 아담한 전개부를 이룬다. 먼저 제1주제가 올림바단조로 나온 뒤 16분음표의 흐름과 이 주제 첫머리의 리듬 소재가 조합되어 진행된다. 재현부에서는 제1주제가 다소 확대된 형태로 재현되고. 이어 제2주제가 올림바장조에 나타난다. 코다에서는 16분음표의 흐름 위에 악보 2를 회상하면서 음량을 늘려간다. 또한 전개부와 재현부를 반복하도록 지시되어 있다.

### 제2악장. 알레그로 비바체
2/4 박자, 올림바장조, 론도 소나타 형식.
소나타 형식과 론도를 융합한 형태로 간주할 수 있다. 유머러스한 성격을 가지면서도 섬세한 감각으로 관철되고 있다. 강약이 교대하는 제1주제로 시작된다(악보 4).
악보 4
이어 2음씩 이음줄로 연결된 16분음표가 상승하는 패시지가 나타난다(악보 5).
악보 5
악보 4, 악보 5가 반복된 후에 악보 5의 음형에서 생성된 제2주제에 상당하는 악상이 내림마장조에서 연주된다(악보 6).
악보 6
다시 16분음표 패시지로 진행되면, 악보 4가 나장조로, 악보 6이 올림바장조로 순차적으로 재현된다. 막바지에 올림바장조로 악보4가 나오는데 이때 프레이즈 후반에는 이음줄이 붙어 정취에 변화가 주어진다. 악보 4에 의거한 코다가 되어 약한 음으로 안정되지만, 상승하는 아르페지오가 삽입된 후, 16분음표에 의한 음형을 타고 힘차게 전곡의 막을 내린다.

## 참고 문헌
각주
1. 1 2 3  큰나무 1980, 380쪽.
2. 1 2 3  (영어) 피아노 소나타 24번 - 올뮤직. 2015-04-26에 확인.
3. ↑  큰나무 1980, 377쪽.
4. ↑  “Andras Schiff lecture recital: Beethoven's Piano Sonata Op 78”. The Guardian. 2015년 4월 25일에 확인함.
5. ↑  Hans-Joachim Hinrichsen: Beethoven - Die Klaviersonaten; Kassel (Bärenreiter) 2013, S. 259.
6. ↑  Joachim Kaiser: Beethovens 32 Klaviersonaten und ihre Interpreten, Frankfurt 1979, S. 425.
7. ↑  Siegfried Mauser, Beethovens Klaviersonaten, Ein musikalischer Werkführer, 2. Auflage, München 2008, S. 106.
8. ↑  Marie-Luise Tellenbach: Beethoven und seine 'Unsterbliche Geliebte'; Josephine Brunswick, ihr Schicksal und der Einfluss auf Beethovens Werk; Zürich (Atlantis) 1983, S. 205.
9. ↑  Marie-Luise Tellenbach: Beethoven und seine 'Unsterbliche Geliebte'; Josephine Brunswick, ihr Schicksal und der Einfluss auf Beethovens Werk; Zürich (Atlantis) 1983, S. 77.
10. ↑  Joachim Kaiser, Beethovens 32 Klaviersonaten und ihre Interpreten, Frankfurt 1979, S. 426.

출처
- 큰나무, 정흥. 《최신 명곡 해설 전집 제14권 독주곡 I》. 음악지우사. ISBN 978-4276010147.
- 악보. 베토벤: 피아노 소나타 24번, 라이트코프 운트 헤르텔, 라이프치히